# Tazumal
 (mai 2019).
Si vous disposez d'ouvrages ou d'articles de référence ou si vous connaissez des sites web de qualité traitant du thème abordé ici, merci de compléter l'article en donnant les références utiles à sa vérifiabilité et en les liant à la section « Notes et références ».
Tazumal (/ täsuːˈm äl /) est un site archéologique précolombien maya situé à Chalchuapa, au Salvador. Tazumal est un complexe architectural situé dans la plus grande zone de l'ancienne ville mésoaméricaine de Chalchuapa, dans l'ouest du Salvador. Le groupe Tazumal est situé dans la partie sud de la zone archéologique de Chalchuapa. L'archéologue Stanley Boggs a fouillé et restauré le complexe de Tazumal au cours des années 1940 et 1950.
Les fouilles archéologiques indiquent que Tazumal a été habité de la période classique jusqu'au postclassique et que le site avait des liens aussi éloignés que le centre du Mexique, le nord de la péninsule du Yucatán et la basse Amérique centrale. Les artefacts en métal du complexe datent du VIIIe siècle et sont parmi les plus anciens artefacts en métal rapportés de Méso-Amérique.

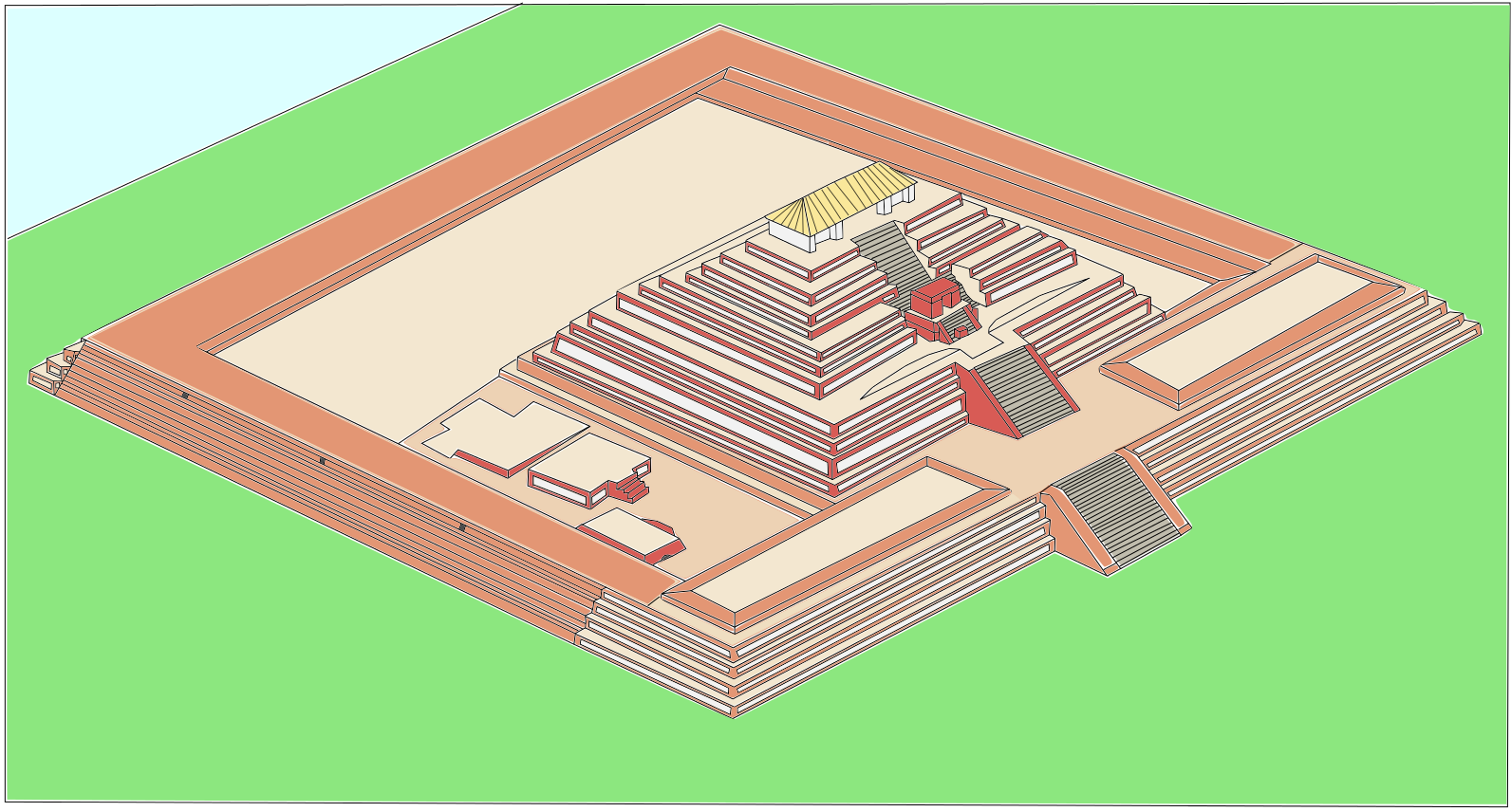
Classique tardif